# Edifici de l'Institut Català de la Salut
L'Edifici de l'Institut Català de la Salut, abans de l'Institut Nacional de Previsió, és una construcció situada a la Gran Via de les Corts Catalanes i el carrer de Balmes de Barcelona, catalogada com a bé amb elements d'interès (categoria C).

## Història

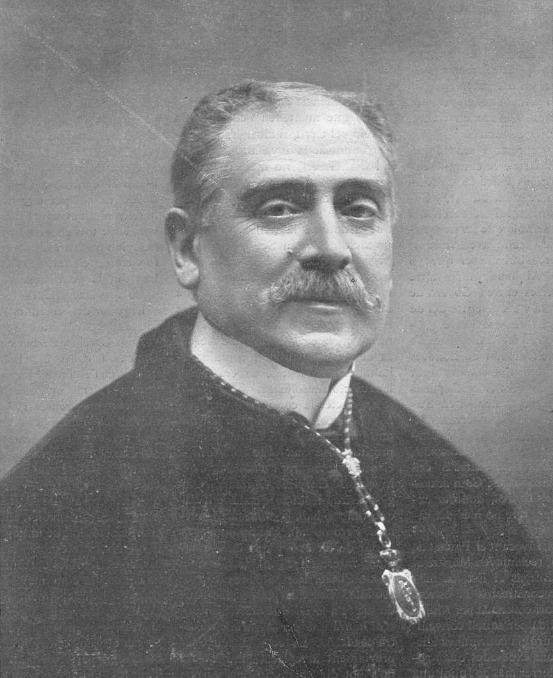
Joaquim Bonet i Amigó

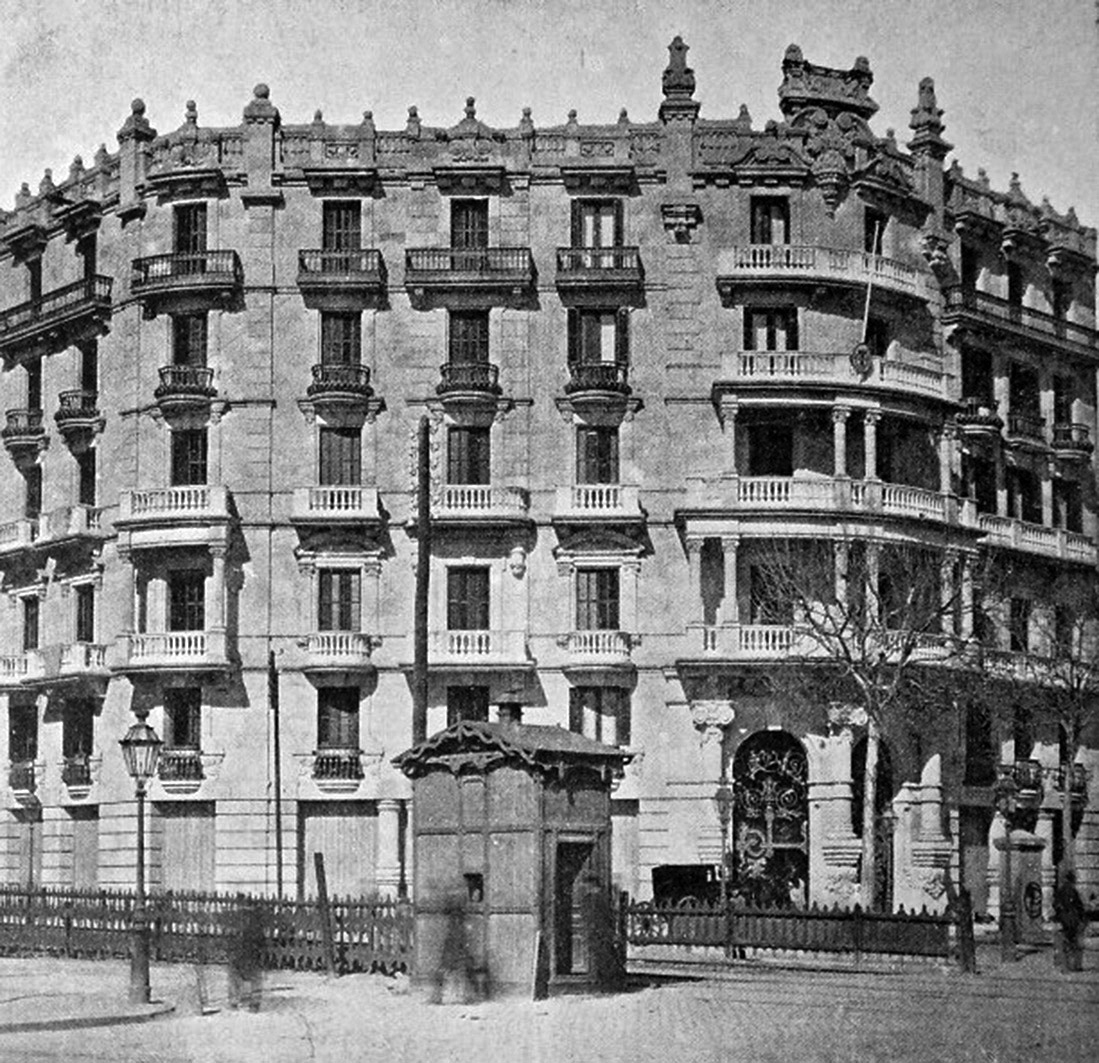
Casa Bonet a la cantonada del carrer de Balmes amb la Gran Via

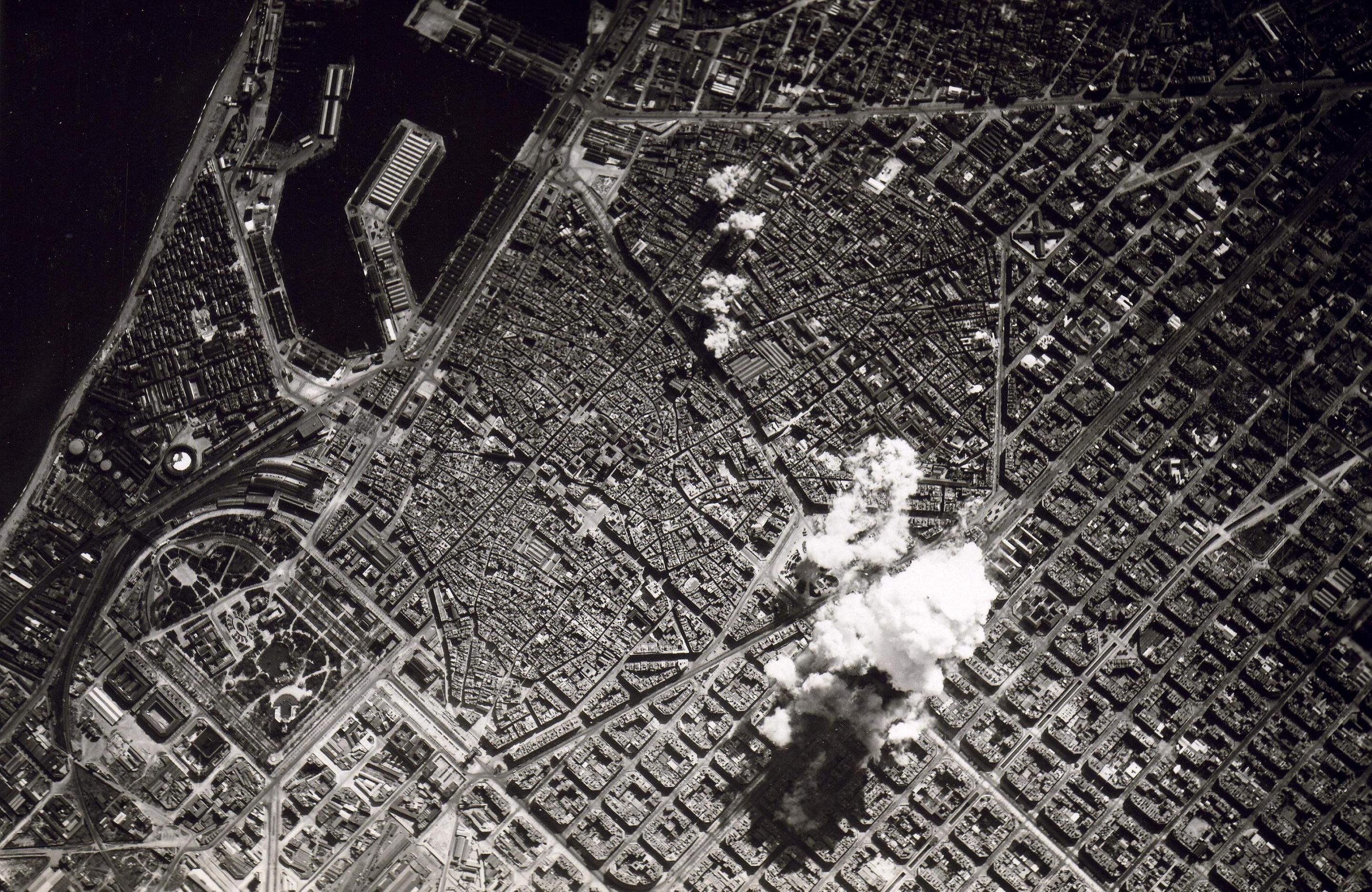
Fotografia aèria del bombardeig

A principis del segle xx, en aquest indret hi havia tres edificis, destruïts pel bombardeig de març del 1938:
- Casa Bonet a la Gran Via, 587 (antic 239), projectada el 1899 per l'arquitecte municipal Pere Falqués (tot i que els plànols foren signats pel també arquitecte Antoni Costa i Guardiola) per al doctor Joaquim Bonet i Amigó (1852-1913).
- Casa Batlló a la Gran Via, 589 (antic 241), projectada el 1901 pels arquitectes Josep Artigas i Ramoneda i Vicenç Artigas i Albertí (pare i fill) per als germans Romà i Domènec Batlló i Sunyol.
- Casa Vídua de Baixeras a la Gran Via, 591 (antic 243), projectada el 1894 per l'arquitecte August Font i Carreras per a Carme Felip, vídua de Manuel Baixeras. La galeria fou decorada el 1902 per l'ebenista Joan Busquets i Jané.
El 1946, l'arquitecte Lluís Bonet i Garí (que tenia la confiança de Pedro Muguruza, cap del Servicio Nacional de Regiones Devastadas y Reparaciones), hi va projectar la delegació provincial de l'Institut Nacional de Previsió. Actualment, és la seu de l'Institut Català de la Salut.

## Descripció
Com d'altres edificis d'oficines de l'època, segueix les petjades de l'Escola de Chicago. La planta baixa (amb semisoterrani) té obertures d'arc de mig punt, entre les quals hi ha els tres portals del xamfrà, flanquejats per sengles escultures de Miquel Oslé, Sembrador i Maternitat. Al vestíbul hi ha dos relleus dels germans Oslé, dedicats a l'agricultura i a la pesca.
A sobre hi ha quatre pisos i golfes; les obertures del principal estan decorades amb llindes i frontons i tenen ampits de balustres, igual que la cornisa del coronament. Al xamfrà hi ha un àtic amb obertures d'arc de mig punt, a sobre del qual hi ha un cos poligonal amb obertures decorades amb frontons, entre les quals hi ha pilastres jòniques que sostenen un entaulament.

## Galeria

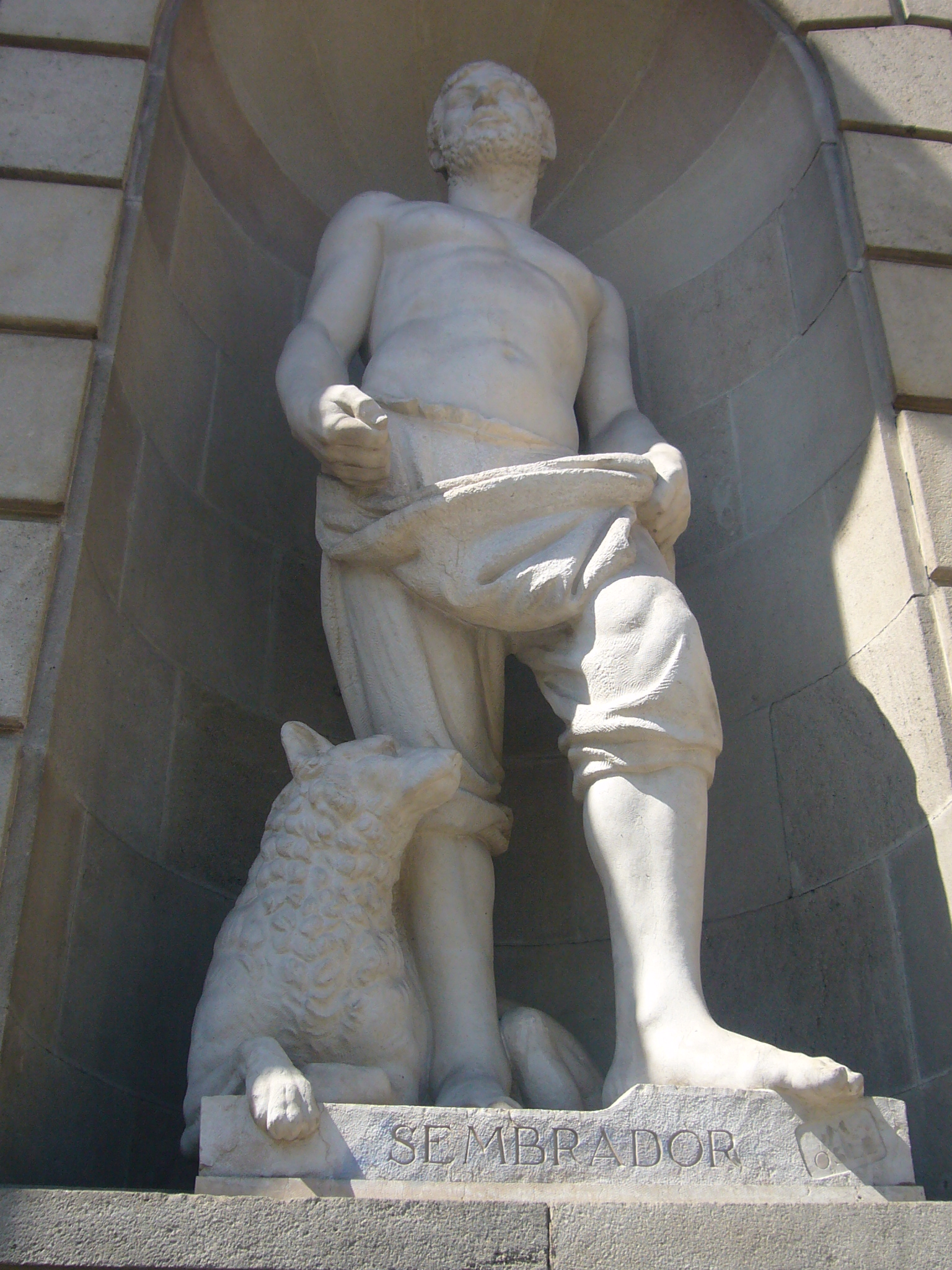
Sembrador
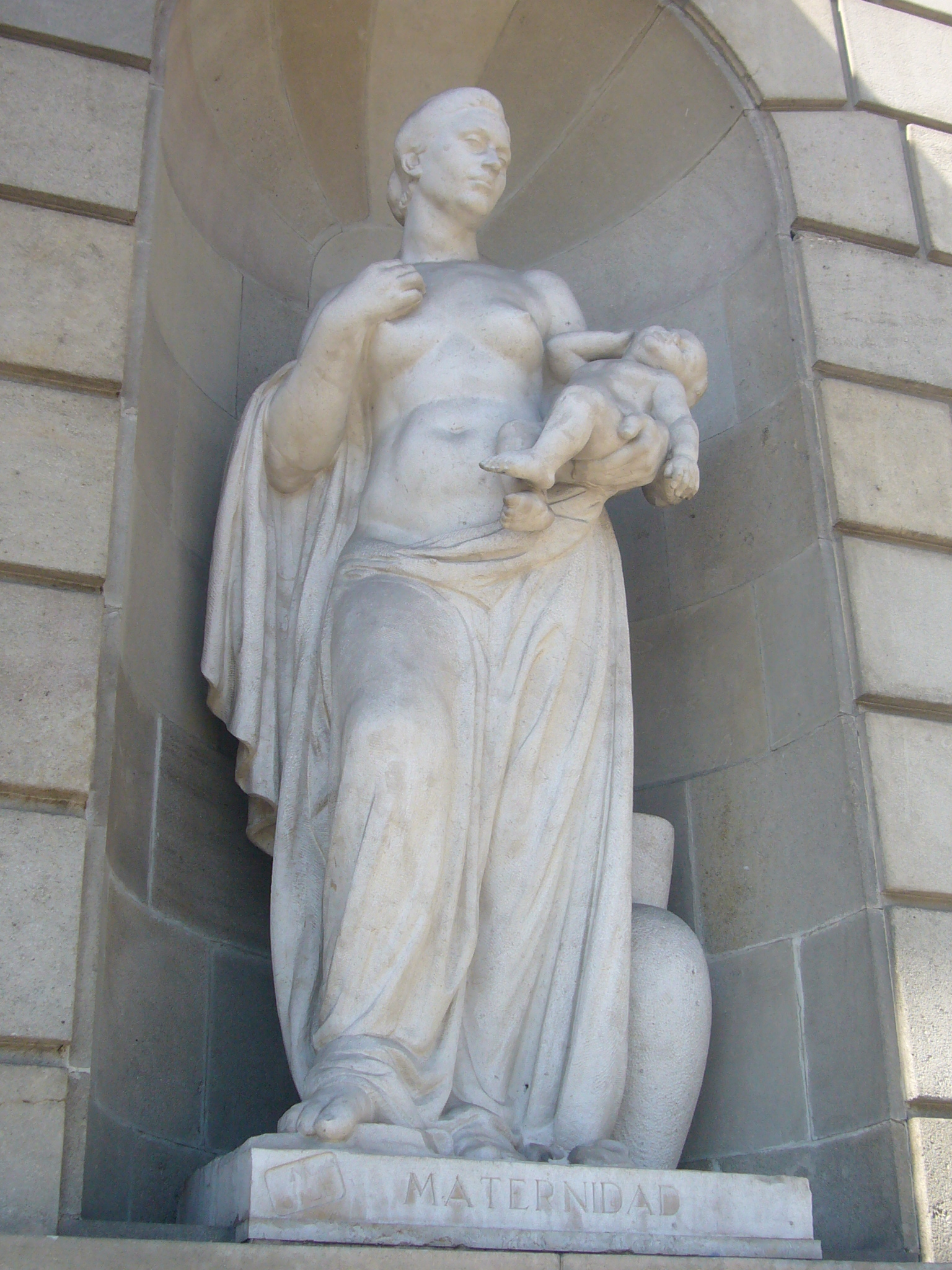
Maternitat
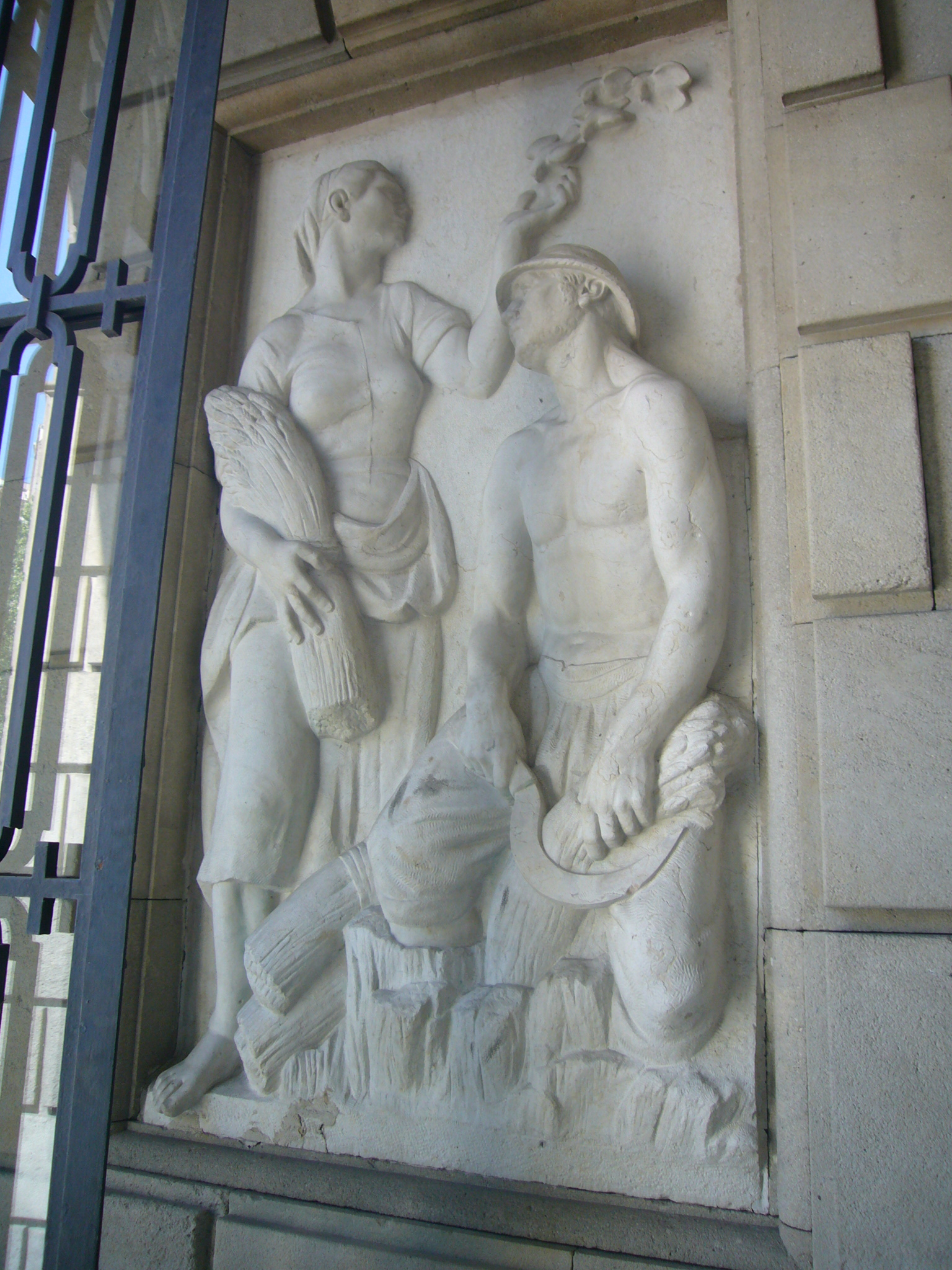
Relleu de l'agricultura
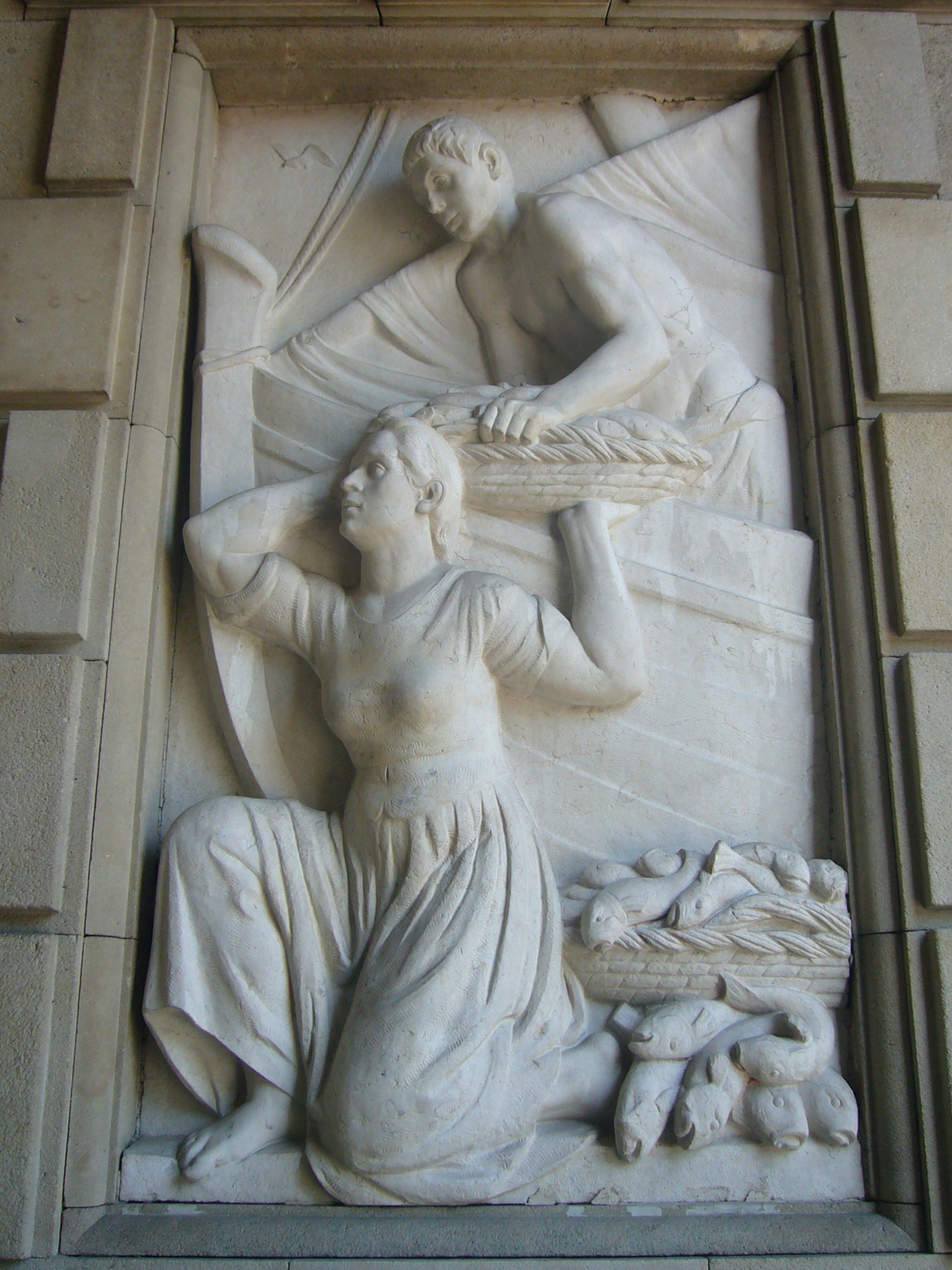
Relleu de la pesca